# Jason Del Rey
Jason Del Rey ist ein US-amerikanischer Journalist. Der Wirtschaftsjournalist arbeitet als leitender Redakteur (Senior Editor) beim Technikblog Recode.

## Karriere
Jason Del Rey studierte an der Georgetown University und der Columbia University Graduate School of Journalism. Seine Karriere als Wirtschaftsjournalist begann er 2007 bis Ende 2010 bei Inc., wo er in der Berichterstattung zu Start-up-Unternehmen aller Sparten arbeitete. Ab August 2011 arbeitete er für die Marketing- und Mediazeitschrift Advertising Age und schrieb Artikel über Medienunternehmen aus dem Internet wie Yahoo, AOL, Buzzfeed oder Gawker Media. Von April Ende Dezember 2013 war er bei All Things Digital beschäftigt und für die Berichterstattung zu Handelsthemen zuständig.
Nachdem All Things Digital Ende 2013 aufgegeben wurde und dessen Gründer Walter Mossberg und Kara Swisher zu Jahresbeginn 2014 den neuen Technologieblog Recode gründeten, wechselte Del Rey gemeinsam mit ihnen zur neuen Website und ist als leitender Redakteur (Senior Editor) für die Sparte Handel zuständig. An Recode sind ebenfalls Konferenzen angeschlossen, wobei Jason Del Rey die Konferenz zu elektronischem Handel Code Commerce produziert.